# أغستاش مكسيكي
أغستاش مكسيكي (الاسم العلمي: Agastache mexicana) نوع نباتي يتبع جنس الأغستاش وينتمي إلى الفصيلة الأغستاش.